# Adam Kozłowiecki
Adam Kozłowiecki, né le 1er avril 1911 à Huta Komorowska (Pologne) et décédé le 28 septembre 2007 à Lusaka (Zambie), est un prêtre jésuite polonais. Survivant de Dachau et parti comme missionnaire en Rhodésie du Nord (aujourd'hui 'Zambie') il devient évêque puis archevêque de Lusaka (Zambie) en 1959. Démissionnaire en 1969 et redevenu simple curé il est fait cardinal en 1998 par Jean-Paul II.

## Biographie

### Prêtre
Ordonné prêtre le 24 juin 1937 dans la Compagnie de Jésus, Adam Kozłowiecki et vingt-quatre de ses confrères furent arrêtés par la Gestapo à Cracovie en 1939. D'abord envoyé à Auschwitz, il fut transféré à Dachau six mois plus tard, où il restera jusqu'à la fin de la guerre.
Il est ensuite envoyé dans une mission des jésuites en Rhodésie du Nord.

### Évêque
Nommé vicaire apostolique de Lusaka en Zambie et évêque in partibus de Diospolis Inferior (de) le 4 juin 1955, il est consacré le 11 septembre suivant par le cardinal James Knox.
Le 25 avril 1959, il devient archevêque de Lusaka, charge qu'il occupe jusqu'au 20 mai 1969 lorsqu'un prêtre africain, Emmanuel Milingo, devient archevêque. Il est alors envoyé dans la paroisse de Potenza Picena (de) tout en gardant son titre d'archevêque.
Tout en restant missionnaire en Zambie, il est membre de la Congrégation pour l'évangélisation des peuples de 1970 à 1991.

### Cardinal
Il est créé cardinal par le pape Jean-Paul II lors du consistoire du 21 février 1998 avec le titre de cardinal-prêtre de Saint-André du Quirinal (S. Andrea al Quirinale).
Ayant plus de 80 ans il n'est pas 'électeur'.
Il meurt le 28 septembre 2007.

## Succession apostolique
Adam Kozłowiecki a ordonné les évêques suivants :
- Évêque René-Georges Pailloux (de), M.Afr. (1961)
- Évêque James Corboy (en), S.I. (1962)

## Reconnaissance
En avril 2011 les services postaux de la Pologne émettent un timbre-poste commémorant le 100e anniversaire de sa naissance.
Il est fait officier de la Légion d'honneur en décembre 2006.